# Jeff Gord
Jefferson Lloyd Gord, Jeff Gord o simplement Gord (5 de maig de 1946 - 3 de setembre de 2013) va ser un artista plàstic, enginyer, escriptor, editor i empresari de la indústria pornogràfica.

## Biografia
No s'ha publicat informació ni dels orígens familiars ni dels primers anys de vida d'en Jeff Gord. De la seva infantesa, en Gord va narrar a una entrevista a Scene Magazine que a l'edat de 5 anys va tenir la seva primera fixació sexual. Narra que en un esquetx de televisió una noia anava vestida amb ajustades mitges de reixeta i malles, i que això li va provocar un estat d'alteració que a aquella curta edat no sabia explicar. Tant era així, que s'enutjava cada cop que l'actriu mirava a càmera (i que per tant, no se li veien les natges). Des d'aleshores en Jeff Gord va centrar el seu desig vital en practicar el bondage.
Tampoc s'ha especificat molt de la seva vida adulta. Del seu perfil a la xarxa social Fetlife, es desprèn que es va casar i divorciar, però no ha transcendit el nom de la cònjuge ni si va tenir descendència. Jeff Gord era un declarat heterosexual, no sentint-se atret ni motivat a crear les seves obres, ni amb homes ni transsexuals ni travestistes.
Jeff Gord va residir a Gal·les fins a l'any 1995, en què es va traslladar a viure a l'estat de Washington, als Estats Units, fins al dia de la seva mort.

## Obra
En Jeff Gord comença la seva obra com a escultor/enginyer el 1970. La seva obra se centrava en la fornifília, és a dir, en convertir a persones en mobles com a forma d'objectificació sexual. Paral·lelament, com a escriptor amateur, a fi d'aportar literatura eròtica de qualitat a persones amb gustos semblants als seus, va crear diferents relats que van ser publicats entre 1989 i 1992. El 1990 va fundar HG Publications, que li havia de servir d'editorial per a publicar les seves històries. Començant en format de fanzine en mida DIN A5, les seves publicacions incloïen, a part dels seus escrits, fotografies de les seves obres, i còmics de diferents dibuixants (per exemple Benson). Amb aquesta editorial també es van publicar obres d'autors com Orion, JG-Leathers o Sadie.
El 1995, arran d'un judici per obscenitat amb el Servei Duaner Britànic, Jeff Gord decideix traslladar-se a viure a Amèrica, traslladant-hi la seva producció i l'editorial, que va passar a dir-se HG-Orion. En aquesta, es van publicar 8 nous llibres, sobretot relats escrits entre 1990 i 1994, que no havien estat prèviament publicats. Degut a problemes amb el seu soci Alas, la companyia es va dissoldre el març de 1998. Aquell mateix any va fundar HGP International Inc. (nova editorial on continuar amb la seva obra escrita i publicant relats i històries gràfiques de tercers) i la seva versió virtual, House of Gord.
Pel que fa a la seva obra escultòrica, i que podem trobar perfectament documentada a la mencionada web, se centra a sotmetre a dones (categoritzables dins dels cànons de bellesa occidental, preferentment caucàsiques) en situació temporal de bondage extrem. Si bé Gord es podia passar mesos ideant, dissenyant i construint un enginy, la posada en escena no durava més de 30 o molt a estirar, 45 minuts. Durant aquest temps, els seus assistents documentaven gràficament l'acte, per a posteriorment alliberar la model. Sent així, l'art d'en Gord es pot considerar art efímer. Segons narra ell mateix, un cop fet el giny, aquest acostumava a ser desmuntat per a aprofitar els materials per a futures creacions. Tot i això, molts d'ells resten guardats en els sis coberts i garatges de la seva finca. Algunes de les seves creacions més conegudes són les figures humanes per als frontals dels capós dels vehicles, el penell, la roda d'hàmster gegant o la bicicleta a tracció.
Les seves obres tenen com a trets comuns la impossibilitat d'escapar de les models que hi participen (fins que no en són alliberades) i una fixació per l'estètica. El mateix Jeff reconeix que gran part de la dificultat dels seus invents radicava en poder encabir tota la maquinària i els automatismes que integrava sense perdre l'estètica global del conjunt ni ocultar la voluptuositat del cos de la dona. A aquest tenor, en Jeff Gord acostumava a fer vestir les seves models amb catsuits de lycra, Spandex o làtex, així com amb cotilles i sabates de tacó d'agulla.
Obsessionat per la seguretat, en Gord s'assegurava que les seves creacions fossin completament inoqües per a les models, al mateix temps que maldava per mantenir una falsa aparença de precarietat i perillositat. En Jeff Gord entenia que si la model no se sentia segura, no gaudiria de l'obra, i per a ell era fonamental aquest gaudir i plaer compartit.
HGP International Inc. és l'actual posseïdora de tots els drets sobre l'obra de Gord, tant virtual com en paper (existeixen en el seu catàleg 34 obres escrites). En format multimèdia, el seu fons documental consta de centenars de curtmetratges així com la trilogia de llargmetratges abans mencionada.

## Llegat
Jeff Gord va establir un abans i un després dins del bondage extrem. La seva obra, sobretot pels seus coneixements d'enginyeria, va demostrar que les ideacions més fantasioses poden ser executades a la realitat. Gord va ser capaç de plasmar en els seus ginys el que fins aleshores sols era possible en dibuixos i tires còmiques. Al mateix temps, va crear una pròpia disciplina dins de l'objectificació sexual, remarcant al mateix temps el respecte per la persona que és sotmesa a aquesta objectificació i l'observació estricta de la seguretat dels participants.
La seva obra ha influït en posteriors artistes gràfics com ara Osvaldo Greco, escènics, i en l'imaginari col·lectiu dels amants del bondage i el BDSM. Una mostra d'aquesta repercussió està en el capítol de CSI Nova York número 16 de la 1a temporada. Tant és així que avui en dia no es pot parlar de bondage extrem, momificació o objectificació sexual sense tenir-lo present.
Gord va ser també un ferm defensor dels drets d'autor i de la persecució de la pornografia il·legal a Internet. En defensa dels seus interessos, va organitzar als empresaris del porno estatunidencs per a fer front comú a la pirateria.